# PGC 44645
LEDA/PGC 44645 ist eine Linsenförmige Galaxie vom Hubble-Typ S0- im Sternbild Jungfrau auf der Ekliptik. Sie ist schätzungsweise 217 Millionen Lichtjahre von der Milchstraße entfernt und hat einen Durchmesser von etwa 125.000 Lichtjahren. Vom Sonnensystem aus entfernt sich das Objekt mit einer errechneten Radialgeschwindigkeit von näherungsweise 5.000 Kilometern pro Sekunde.
Die Typ Ia-Supernova SN 2004gm wurde hier beobachtet.
Die Galaxie ist gemeinsam mit NGC 4877 und PGC 44990 Teil der kleinen Lyons Groups of Galaxies LGG 320. Im selben Himmelsareal befinden sich unter anderem die Galaxien NGC 4856, PGC 916026 und PGC 916570.